# 이진송
이진송(1988년 ~ )은 대한민국의 칼럼니스트다. 2013년 독립잡지 《계간홀로》를 창간했다. 학부 시절 경장편 소설 《승강이》로 제7회 이화글빛문학상을 수상하였다. 한국일보, 한겨레21, 기자협회보, 경향신문 등에 사회문화 전반의 이슈와 미디어에 대해 칼럼을 썼다.

## 학력
- 이화여자대학교 국어국문학과 학사학위(여성학 복수 전공)
- 이화여자대학교 국어국문학과 석사학위
- 이화여자대학교 국어국문학과 박사학위

## 저서
- 《연애하지 않을 자유》. 21세기북스. 2016년. ISBN 9788950964597
- 《하지 않아도 나는 여자입니다》. 프런티어. 2018년. ISBN 9788947543514

### 공저
- 김애순·이진송. 《하고 싶으면 하는 거지···비혼》. 알마. 2019년. ISBN 9791159922398